# Moschea Istiqlal
La moschea Istiqlal o moschea dell'Indipendenza a Giacarta in Indonesia è la più grande moschea nel Sud-est asiatico e tra le più grandi del mondo. Fu edificata per commemorare l'indipendenza indonesiana e chiamata "Istiqlal" che significa appunto "indipendenza" in arabo. Fu aperta al pubblico il 22 febbraio 1978. È posizionata vicino a Piazza Merdeka ed alla Cattedrale di Giacarta.

## Storia

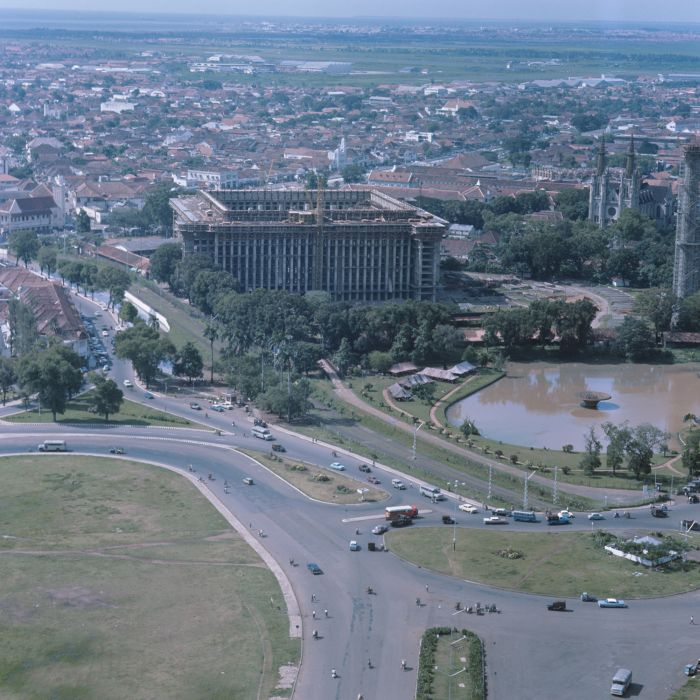
Istiqlal durante la costruzione. A destra si può notare la Cattedrale di Giacarta

Dopo la Guerra d'indipendenza indonesiana del 1945-1949, seguita dalla dichiarazione d'indipendenza dai Paesi Bassi nel 1949, si diffuse la volontà di costruire una moschea nazionale per la nuova repubblica, che possedeva la più grande concentrazione di musulmani al mondo. L'idea fu introdotta da Wahid Hasyim, il primo ministro per gli affari religiosi e da Anwar Cokroaminoto, più tardi nominato presidente della fondazione che gestisce la moschea Istiqlal. La commissione per la costruzione fu istituita nel 1953 e diretta da Cokroaminoto. L'allora presidente indonesiano Sukarno, approvò l'idea e ne supervisionò attivamente la costruzione. Nel 1954 la commissione nominò lo stesso Sukarno supervisore capo.
Vennero proposti numerosi luoghi per la costruzione. Mohammad Hatta, il vice presidente indonesiano, suggerì che la moschea avrebbe dovuto sorgere vicino alle aree residenziali su Thamrin Avenue, dove sorge oggi Hotel Indonesia. Sukarno insistette nel costruirla vicino Palazzo Merdeka. Ciò era in accordo con la tradizione giavanese, secondo la quale il kraton (il palazzo del re) e la masjid agung (grande moschea) dovrebbero essere posizionati attorno all'alun-alun (la principale piazza cittadina). Sukarno inoltre sottolineò che la moschea avrebbe dovuto essere collocata nei pressi della Cattedrale di Giacarta e della Immanuel Church, a simboleggiare l'armonia religiosa e la tolleranza promosse nella Pancasila, la filosofia nazionale indonesiana e i cinque principi che costituiscono il fondamento ideologico della nazione. Fu deciso che la moschea sarebbe sorta in Taman Widjaja Kusuma, di fronte alla Cattedrale di Giacarta.
Sukarno seguì attivamente la progettazione e la costruzione della moschea e funse da presidente della giuria che valutò le proposte architettoniche nel 1955. La proposta di Frederich Silaban, un architetto cristiano di Sumatra, a tema "Ketuhanan" ("Divinità") fu selezionata. La prima pietra fu posta da Sukarno il 24 agosto 1961; la costruzione impiegò 17 anni per essere completata. Il presidente Suharto inaugurò la moschea il 22 febbraio 1978.
Come dimostrazione di tolleranza religiosa, durante le più importanti feste cristiane come il Natale, la moschea Istiqlal garantisce il proprio supporto fornendo parcheggi ai devoti vicino alla Cattedrale.

## Struttura
È la più grande moschea del Sud-est asiatico, con una capacità di oltre 120 000 persone. Possiede sette entrate, tutte chiamate Al-Asmaul-Husna, i Nomi di Dio nel Corano. Il numero sette rappresenta i Sette Paradisi della cosmologia islamica. Le fontane per le abluzioni wuḍūʾ sono al piano terra, mentre la principale sala di preghiera ed il cortile si trovano al primo piano. L'edificio è composto da due strutture rettangolari connesse, una principale e una secondaria. La più piccola funge da entrata. L'edificio principale è coperto da una cupola di 45 metri di diametro; il numero "45" simboleggia il 1945 l'anno della proclamazione d'indipendenza dell'Indonesia. La cupola è ornata da un pinnacolo di acciaio a forma di luna crescente e stella, il simbolo dell'Islam. La seconda cupola è anch'essa ornata da un pinnacolo in acciaio con il nome di dio in calligrafia islamica.
La cupola è sostenuta da dodici colonne e la stanza di preghiera è circondata da piastri rettangolari che sorreggono quattro livelli di balconi. Le dodici colonne rappresentano il giorno del compleanno del profeta Maometto il 12 Rabi' al-awwal. Il piano principale assieme ai quattro livelli di balconi rappresentano il numero "5" cioè i Cinque pilastri dell'islam e anche i principi della Pancasila. Scale posizionate agli angoli dell'edificio forniscono accesso a tutti i piani. La stanza principale di preghiera si raggiunge attraverso un'entrata sovrastata da una cupola di otto metri di diametro; il numero "8" simboleggia agosto, il mese dell'indipendenza indonesiana. Il design dell'interno è minimalista ed asciutto, con semplici ornamenti geometrici in acciaio. Le dodici colonne sono ricoperte anch'esse d'acciaio. Sul muro principale ci sono miḥrāb e minbar. Sul medesimo muro c'è un ornamento metallico in calligrafia araba che rappresenta il nome di Allah nella parte destra e di Maometto, ed al centro il 14° verso della ventesima sūra del Corano. Questi ornamenti furono importati dalla Germania. Originariamente, come avvenuto precedentemente per il vicino Monumento nazionale, si intendenva importare il marmo bianco dall'Italia, ma i tagli ai costi e la volontà di supportare l'industria locale del marmo fecero cambiare decisione e la pietra giunse infine da Tulungagung.

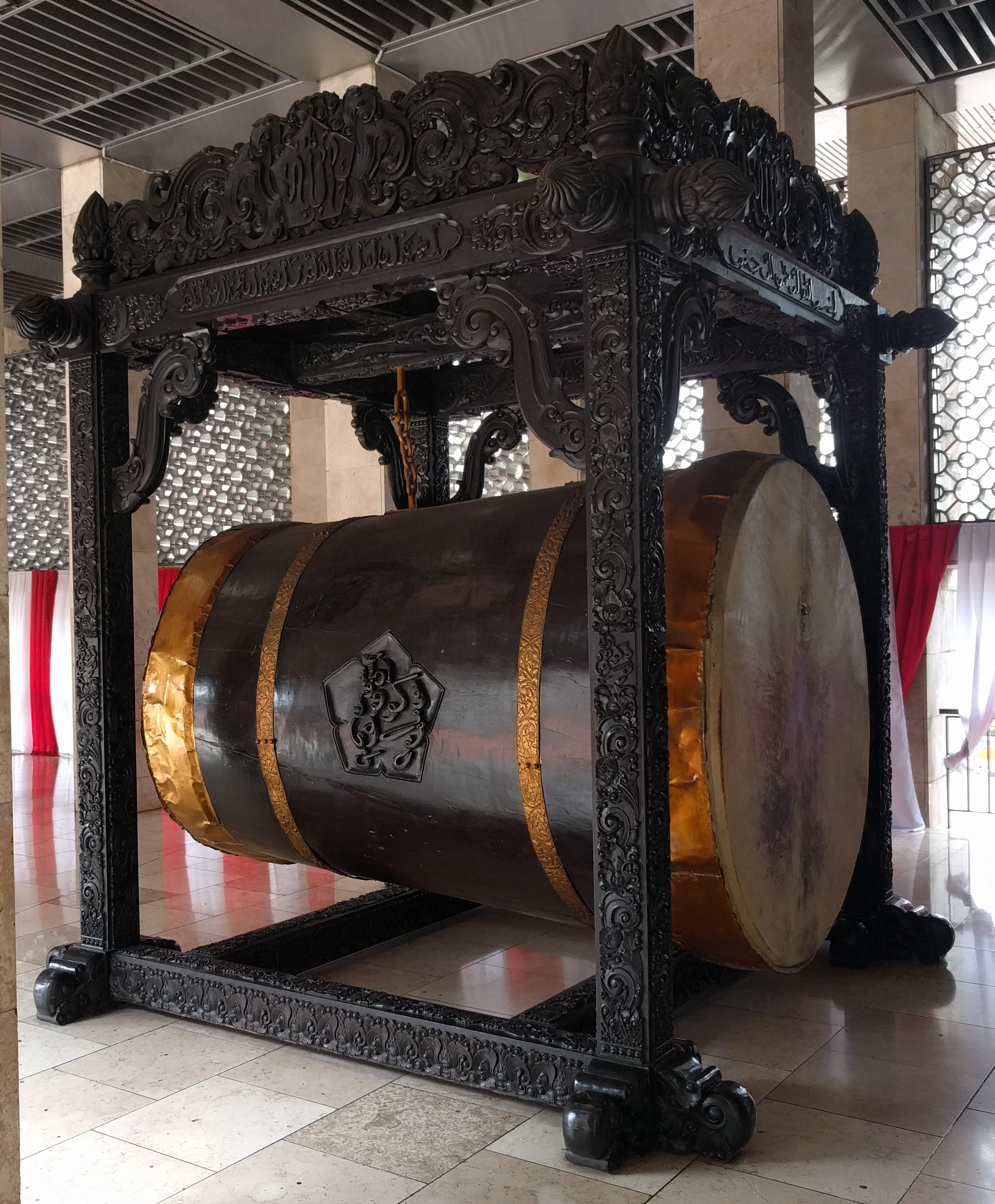
Il bedug

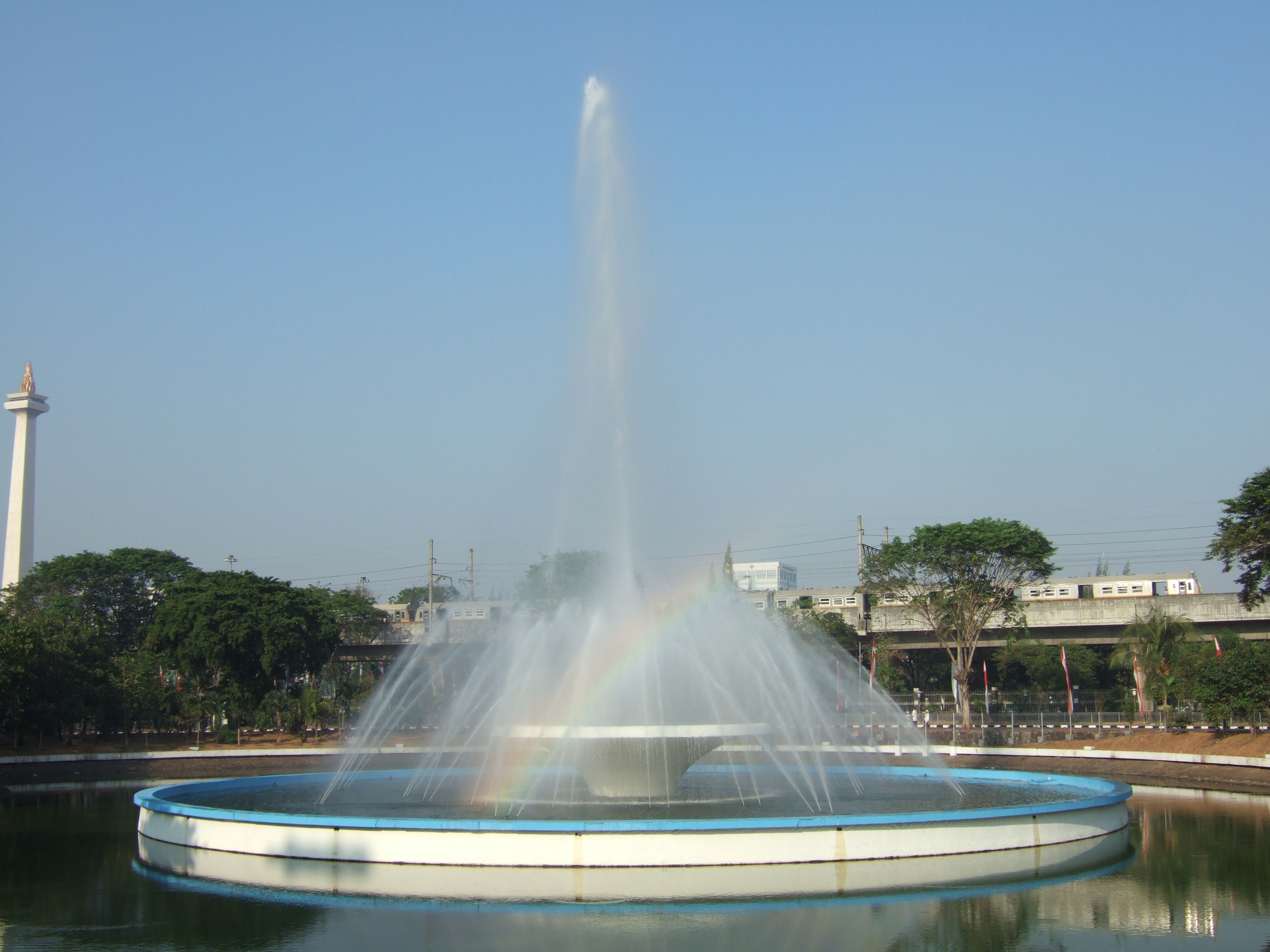
La fontana con il monumento di Monas sullo sfondo

La struttura principale è direttamente connessa alle arcate che si dipanano nel cortile. Queste collegano l'edificio con il minareto nell'angolo meridionale. Il singolo minareto della moschea sta a simboleggiare l'unicità di Dio ed è alto 66.66 metri a rappresentare i 6 666 versetti del Corano (ma sbagliando, perché i versetti sono 6.236). Il pinnacolo di 30 metri in cima al minareto rappresenta i 30 juz' del Corano. Nel lato meridionale, vicino al minareto, si trova un grosso bedug (un tamburo fatto di legno e pelle di mucca). Questo viene usato tradizionalmente durante la adhān, la chiamata alla preghiera.
Nell'angolo sud-ovest del giardino che circonda la moschea è situata una grande fontana che spruzza acqua fino a 45 metri d'altezza. La fontana è in funzione solo il venerdì durante la preghiera rituale e durante le feste islamiche come Id al-fitr e Id al-adha. Il fiume Ciliwung scorre attraverso il complesso lungo il lato est della moschea.

## Visitatori
Dopo la visita del presidente degli Stati Uniti d'America Barack Obama e la moglie nel novembre 2010, la moschea ha ospitato circa 20 visitatori al giorno. Tra le autorità straniere che hanno visitato la moschea si annoverano l'ex presidente degli Stati Uniti Bill Clinton; il presidente dell'Iran Mahmud Ahmadinejad; il leader libico Muʿammar Gheddafi; il Principe Carlo di Gran Bretagna; Li Yuanchao, vice presidente del Partito Comunista Cinese; il presidente del Cile Sebastián Piñera; Heinz Fischer, presidente dell'Austria; Jens Stoltenberg, il Primo ministro della Norvegia e la cancelliera tedesca Angela Merkel nel 2012. Re Salman dell'Arabia Saudita visitò la moschea nel marzo 2017.

## Imam
La moschea possiede un grande imam, un vice grande imam e sette imam. Il grande imam, attualmente, è l'ex ministro per gli affari religiosi (2011-2014), Nasaruddin Umar e il presidente della fondazione che gestisce la moschea è l'ex ambasciatore indonesiano in Siria (2006-2010), Muhammad Muzammil Basyuni.